# Tricarbonsäuren

Strukturformel von Citronensäure, einer der bekanntesten Vertreter dieser Gruppe

Strukturformel von Trimesinsäure

Tricarbonsäuren sind Carbonsäuren, die über drei Carboxygruppen (–COOH) verfügen. Carbonsäuren mit nur einer Carboxygruppe bezeichnet man als Monocarbonsäuren, mit zwei als Dicarbonsäuren. Als Tricarbonsäuren bezeichnet man alle Verbindungen mit drei Säuregruppen, ohne die restliche Struktur des Moleküls näher zu definieren.
Tricarbonsäuren können, ebenso wie viele Dicarbonsäuren, unter intramolekularer Wasserabspaltung Carbonsäureanhydride bilden.
Die Citronensäure, die Aconitsäure, die Isocitronensäure und die Oxalbernsteinsäure sind Zwischenprodukte im Kohlenhydrat-Stoffwechsel (Citratzyklus).

## Beispiele
- Agaricinsäure
- Hemimellitsäure
- Trimellitsäure
- Trimesinsäure
- γ-Carboxyglutaminsäure
- Citronensäure